# Варенка
Варенка (укр. Варенка) — село в Летичевском районе Хмельницкой области Украины.
Население по переписи 2001 года составляло 168 человек. Почтовый индекс — 31546. Телефонный код — 3857. Занимает площадь 1,117 км². Код КОАТУУ — 6823082903.

## Местный совет
31546, Хмельницкая обл., Летичевский р-н, с. Казачки, ул. Первомайская, 55